# Шосе В'ячеслава Чорновола
Шосе В'ячеслава Чорновола (до 2016 року — Кіндійське шосе) — вулиця в селищі міського типу Антонівка Дніпровського району міста Херсон.

## Розташування
Починається від вулиці Перекопської в місці перетину з Янтарним провулком, прямує на північний схід до площі Чорновола, переходячи Кіндійське кільце, до котрого долучаються вулиці 22-га Східна та Херсонська.
Перетинається з вулицями 1-11-ю, 13-21-ю Східними, 1-4-ю Виноградними, Сікалка.

## Опис
Вулиця має по 2 смуги для руху в кожен бік, заасфальтована. Вся вулиця охоплена тролейбусним рухом з відповідними комунікаціями.
Довжина вулиці — 1 580 метрів.

## Історія
Попередня назва — «Кіндійське шосе».
Від 19 лютого 2016 року, відповідно до розпорядження Херсонського міського голови, частину шосе, від вулиці Перекопської до вулиці Херсонської, перейменовано на честь Героя України В'ячеслава Чорновола.

## Установи
- Відділення № 14 «Нової пошти» — буд. № 17 А[4];
- Херсонський обласний онкологічний диспансер — буд. № 26 Б[5];
- Херсонська загальноосвітня школа № 37 ім. В.Дробота — буд. № 32 А[6];
- Виборчі дільниці, створені на постійній основі, № 650651, 650652, 650653 — буд. 32 А (ЗОШ № 37)[7].

## Транспорт
- Тролейбус № 3
- Автобус № 5, 17, 30, 38, 43